# Lilibet Mountbatten-Windsor
Prinsesse Lilibet af Sussex (født 4. juni 2021), er datter af Prins Harry, hertug af Sussex og Meghan, hertuginde af Sussex. Hun er barnebarn af kong Charles 3. af Storbritannien og er den syvende i arvefølgen til den britiske trone efter sin storebror, Archie.

## Fødsel og familie
Lilibet Diana Mountbatten-Windsor er det andet barn af hertugen og hertuginden af Sussex. Hun blev født på Santa Barbara Cottage Hospital i Santa Barbara, Californien, den 4. juni 2021 kl. 11:40 PDT (18:40 UTC). Hun er opkaldt efter sin oldemor, dronning Elizabeth 2., hvis kaldenavn i familien var Lilibet, og hendes farmor, Diana, prinsesse af Wales. Hendes kaldenavn er "Lili".
Mountbatten-Windsor nedstammer på sin fars side fra den britiske kongefamilie, og har racemæssigt blandet afstamning. Hun har dobbelt statsborgerskab for både USA og Storbritannien.
Hun blev døbt i Episcopal Church , en provins i den anglikanske kirke, i en privat gudstjeneste i hendes forældres hjem den 3. marts 2023 af John H. Taylor, biskop af Los Angeles. Hendes gudfar er den amerikanske skuespiller og komiker Tyler Perry.

## Titel og arvefølge
Mountbatten-Windsor er den syvende i arvefølgen til den britiske trone og er i øjeblikket den højest placerede person i rækkefølgen, der er født i udlandet. I lighed med den beslutning hendes forældre tog for hendes bror Archie Mountbatten-Windsor, er det usandsynligt, at hun får tildelt en titel. Under patentbreve (engelsk: Letters Patent) udstedt af kong Georg 5. i 1917 er hun berettiget til at blive prinsesse efter hendes farfars, den daværende Charles, prins af Wales', trontiltrædelse. I et tv-interview i 2021, Oprah med Meghan og Harry, der blev gennemført før hendes fødsel, sagde hertuginden af Sussex, at hun havde fået at vide, at der ville blive foretaget ændringer for at fjerne denne ret som en del af Charles' rapporterede planer om et nedskære monarkiet. Hertuginden foreslog på dette tidspunkt, at det var på grund af racisme, men prinsen af Wales' planer om en nedskaleret kongefamilie går tilbage til 1990'erne.